# Mark Blackwell
Mark Blackwell   (Mission Viejo, 15 de juny de 1953) és un antic pilot professional de motocròs i directiu d'empresa nord-americà. Va ser un dels pioners del motocròs als Estats Units quan aquest esport s'hi començava a introduir a mitjan dècada del 1960 i un dels primers nord-americans a competir als Grans Premis europeus del campionat del món durant la dècada del 1970. El 1971 fou proclamat Campió dels Estats Units de motocròs pel fet d'haver estat el millor nord-americà a la Trans-AMA d'aquell any (tot just l'any següent, 1972, l'AMA va instaurar l'actual Campionat AMA de motocròs). Un cop retirat de les competicions va esdevenir directiu d'empreses com ara Suzuki, Husqvarna i, més tard, Victory Motorcycles.
L'any 2000, Blackwell fou incorporat a l'AMA Motorcycle Hall of Fame i el 2021 li fou concedit el premi Edison Dye a la trajectòria.

## Biografia

### Trajectòria esportiva
Mark Blackwell va tenir la seva primera motocicleta, una Honda 50, quan era adolescent. Va començar a córrer-hi de manera informal amb els amics i més tard va competir en curses de flat track, TT i scrambles. Quan el motocròs es va començar a popularitzar als Estats Units, Blackwell en va esdevenir una de les primeres estrelles del país. Va començar competint-hi amb una Yamaha i més tard el va fitxar ČZ. El 1970, a només 17 anys, va entrar a l'equip de Husqvarna que dirigia Edison Dye. El 1971, Blackwell va disputar la Trans-AMA i va acabar el torneig com a millor nord-americà, en catorzena posició, a un sol punt d'avantatge sobre Brad Lackey. Això li valgué el títol de Campió dels Estats Units de 500cc. El 1972 disputà el primer campionat AMA de la història en la mateixa cilindrada i va començar la temporada amb una victòria al prestigiós Daytona Motocross (una prova que, més tard, esdevingué el Daytona Supercross). Tot seguit es desplaçà a Europa per a disputar-hi proves internacionals i el 1973 ja va decidir de seguir tota la temporada del campionat del món de 500cc.
L'hivern de 1973, Blackwell va guanyar el campionat Florida Winter-AMA i va obtenir un podi en una cursa internacional a Alemanya, al costat d'Adolf Weil i Åke Jonsson. Aquell any també va guanyar la categoria dels 250cc de la Mint 400, on va córrer fent equip amb Malcolm Smith. Quan tot li anava de cara, però, va patir una lesió al Gran Premi de Luxemburg en què, a causa de la mala visibilitat per l'excés de fang, es va treure la visera i una pedra li va colpejar l'ull esquerre. Va haver de passar dues setmanes a l'hospital i va perdre temporalment la visió de l'ull. Quan va recuperar la visió va tornar a les curses, però mai no va tornar a ser el mateix. Sense saber-ho, la lesió li havia provocat una cataracta que no li diagnosticaren fins força temps després, cosa que li va fer patir diverses caigudes i lesions durant la resta de la seva carrera.

### Trajectòria professional
Blackwell va continuar competint als Estats Units fins al 1975. Aquell any encara va poder obtenir un punt al Gran Premi del Canadà de 500cc en quedar desè a la segona mànega. Tot seguit, va fer de monitor per a Suzuki en una escola d'entrenament de motocròs i va desenvolupar productes per a diverses empreses, com ara pneumàtics per a Goodyear, ulleres de motocròs per a Scott i botes de motocròs per a Fox Racing. Durant aquella època es va graduar en Administració d'empreses a la universitat després d'assistir-hi a classes nocturnes. El 1977, Suzuki li va demanar que assessorés l'equip de motocròs nord-americà de la marca i el 1978 va assumir-ne el càrrec de director. Sota el seu guiatge, l'equip de Suzuki va fer un tomb espectacular i va esdevenir l'equip de fàbrica més reeixit a les curses de motocròs i supercross de l'AMA a començaments de la dècada del 1980, amb pilots com ara Mark Barnett, Danny LaPorte i Kent Howerton.
El 1981, Blackwell va deixar Suzuki i va entrar a Husqvarna com a director de producte. Amb el temps va arribar a ser vicepresident de màrqueting de l'empresa i va contribuir en gran manera a la rendibilitat de la divisió de motocicletes de Husqvarna als Estats Units. Va participar en el procés de venda de la divisió de motocicletes de la companyia als germans Castiglioni, de Cagiva. El 1986 va tornar a Suzuki com a director de publicitat i finalment en va esdevenir el principal directiu nord-americà. Sota la seva direcció, Suzuki va fusionar la seva divisió marítima amb la de motocicletes i vehicles tot terreny, cosa que va ajudar a capgirar aquest segment del negoci.
El 1992, Blackwell va entrar a Arctic Cat, una empresa fabricant de motos de neu, on va dirigir l'entrada de l'empresa al mercat dels vehicles tot terreny, especialment quads. El 2000 va tornar a canviar i va esdevenir director general de Victory Motorcycles.
Actualment, Blackwell viu amb la seva família al seu ranxo, prop de Minneapolis, on crien cavalls de curses.

## Palmarès
Títols per any
| Any  | Equip     | Campionat          | Classe |
| ---- | --------- | ------------------ | ------ |
| 1971 | Husqvarna | Campionat dels EUA | 500cc  |
|      |           |                    |        |
| 1973 | Husqvarna | Florida Winter-AMA | 500cc  |

1. ↑  Millor nord-americà a la Trans-AMA (catorzè)